# Jacob Alexander Röell

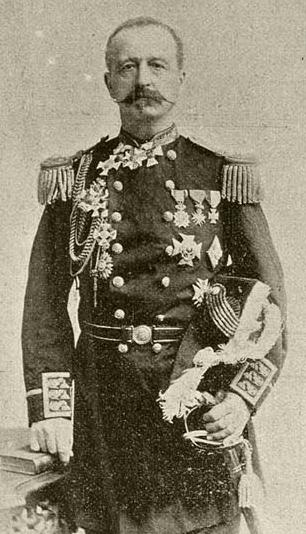
Jacob Alexander Röell

Jacob Alexander Röell (* 8. August 1838 in Amsterdam; † 10. Juli 1924 in Den Haag) war ein niederländischer Vizeadmiral der Koninklijke Marine und liberaler Politiker, der unter anderem zwischen 1898 und 1901 Marineminister im Kabinett Pierson war.

## Leben

### Familiäre Herkunft und Ausbildung zum Seeoffizier
Jacob Alexander Röell stammte aus dem Adelsgeschlecht Roëll und war ein Sohn von Herman Hendrik Röell, der unter anderem zwischen 1858 und 1860 Kommissar des Königs der Provinz Utrecht sowie anschließend von 1860 bis 1879 der Provinz Nordholland war. Sein älterer Bruder Willem Röell war als Staatsrat im außerordentlichen Dienst beim Raad van State tätig. Sein jüngerer Bruder Joan Röell war zwischen 1894 und 1897 Ministerpräsident und Außenminister war. Einer seiner Großväter war Willem Frederik Röell, der Außenminister, Innenminister sowie mehrmals Vorsitzender der Ersten Kammer der Generalstaaten war. Sein anderer Großvater Frederik van de Poll war von 1829 bis 1836 Bürgermeister von Amsterdam, zwischen 1840 und 1850 letzter Gouverneur und 1850 erster Kommissar des Königs der Provinz Utrecht. Sein Onkel Willem Röell van Hazerswoude war von 1837 bis 1841 Mitglied der Ersten Kammer der Generalstaaten. Ein angeheirateter Cousin, Constantijn Willem van Limburg Stirum, war von 1863 bis 1867 Bürgermeister von Westervoort und später von 1904 bis zu seinem Tod 1905 Mitglied der Ersten Kammer der Generalstaaten.
Jacob Alexander Röell selbst absolvierte nach dem Schulbesuch von 1851 bis 1854 als Kadett (Adelborst tweede klasse)eine Offiziersausbildung an der Koninklijke Militaire Academie (KMA) in Breda sowie zwischen 1854 und 1857 als Seekadett (Adelborst eerste klasse) eine zusätzliche Seeoffiziersausbildung. Nachdem er am 1. Januar 1857 zum Leutnant zur See (Luitenant-ter-zee tweede klasse) befördert worden war, fungierte er in der Folgezeit nacheinander als Kommandant der Monitore Zr.Ms. Heiligerlee, Zr.Ms. Kijkduin und Zr.Ms. Aruba. Nach seiner Beförderung zum Oberleutnant zur See (Luitenant-ter-zee eerste klasse) am 16. Januar 1867 war er Kommandant der Monitore Zr.Ms. Marnix sowie zuletzt bis 1876 Zr.Ms. Van Speijk. Daraufhin war er von 1876 bis zu dessen Tod am 13. Januar 1879 Adjutant von Prinz Heinrich von Oranien-Nassau und wurde während dieser Zeit am 1. März 1877 zum Kapitänleutnant (Kapitein-luitenant-ter-zee) befördert.
Röell war danach vom 13. Januar 1879 bis zu dessen Tod am 23. November 1890 Adjutant von König Wilhelm III. und erhielt in dieser Zeit am 16. Februar 1883 seine Beförderung zum Kapitän zur See (Kapitein-ter-zee), ehe er am 1. Mai 1890 zum Konteradmiral (Schout-bij-nacht) befördert wurde. Am 3. Januar 1889 wurde er Ritter Zweiter Klasse des Nassauischen Hausordens vom Goldenen Löwen.

### Aufstieg zum Vizeadmiral und Marineminister
Als solcher war er vom 1. Januar 1891 bis zum 1. November 1894 Kommandant der Seestreitkräfte und Chef des Marineamtes in Niederländisch-Indien und erhielt in dieser Verwendung zuletzt am 16. Juli 1892 auch seine Beförderung zum Vizeadmiral (Vice-admiraal). Nach seiner Rückkehr in die Niederlande war er zwischen dem 1. November 1894 und Januar 1898 ohne Verwendung, war jedoch vom 1. Mai 1891 bis zu seinem Tod am 10. Juli 1924 Adjutant zur besonderen Verwendung von Königin Wilhelmina.
Am 12. Januar 1898 wurde Röell von Ministerpräsident Nicolaas Pierson zum Marineminister (Minister van Marine) in dessen Kabinett berufen. Er löste damit Kriegsminister Kornelis Eland ab, der dieses Amt am 21. Dezember 1897 von Joannes Coenraad Jansen übernommen hatte. Das Amt des Marineministers übte er bis zum 31. Juli 1901 aus. Er war Delegierter der Niederlande bei der Zweiten Haager Friedenskonferenz 1907 sowie bei der Londoner Seerechtskonferenz von 1908 bis 1909.
Für seine langjährigen Verdienste wurde ihm ferner das Ritterkreuz des Ordens vom Niederländischen Löwen verliehen. Des Weiteren war er Kommandeur des Ordens von Oranien-Nassau sowie Großoffizier des Ordens der Eichenkrone.
Seine am 12. September 1867 geschlossene Ehe mit Wilhelmine Adolphine van Wickevoort Crommelin, deren Großvater Jan Pieter van Wickevoort Crommelin ebenfalls Mitglied der Ersten und Zweiten Kammer der Generalstaaten war, blieb kinderlos.

## Veröffentlichungen
- Het meesterschap van de Noordzee, 1868
- De zeemacht in Oost-Indië, 1895